# 215. Infanterie-Division (Wehrmacht)
Die 215. Infanterie-Division war ein Großverband des Heeres der deutschen Wehrmacht im Zweiten Weltkrieg.

## Geschichte

### Aufstellung
Die Division wurde am 26. August 1939 als Division der 3. Aufstellungswelle durch den Landwehr-Kommandeur Heilbronn im Wehrkreis V aufgestellt.
Vom September 1939 bis Januar 1940 war die Division zur Sicherung der 7. Armee im Raum Karlsruhe – Baden-Oos – Rastatt am Westwall in Stellung. Danach verlegte die Division zur Grenzsicherung in die Saarpfalz.

### Westfeldzug
Mit Beginn des Westfeldzugs bezog sie im Verband des XXIV. Armeekorps ab Mai 1940 Verteidigungsstellungen beiderseits Bergzabern und erlebte erste Vorfeldgefechte.
Im Juni 1940 durchbrach die Division die Maginotlinie im Abschnitt Bitsch – Hagenau und nahm an den Kämpfen im Bruschtal um den Donon im Verband des XXXVII. Armee-Korps teil. Anschließend verlegte sie als Besatzungstruppe in den Raum Belfort, Nevers und Besançon.

### Unternehmen Barbarossa
Im Krieg gegen die Sowjetunion wurde die Division mit 65 Transportzügen nach Tschudowo an die Ostfront verlegt, um am Wolchow eingesetzt zu werden. Bei den heftigen Rückzugskämpfen erlitt sie bis Ende Dezember 1941 bereits erhebliche Verluste:
- 14 Offiziere und 141 Unteroffiziere und Mannschaften waren gefallen
- 14 Offiziere und 355 Unteroffiziere und Mannschaften waren verwundet worden
- 1 Offizier und 23 Unteroffiziere und Mannschaften galten als vermisst
- 13 Offiziere und 590 Unteroffiziere und Mannschaften hatten Erfrierungen davongetragen

1942 verteidigte die Division das Westufer des Wolchow mit Stellungen im Raum Dymno und Polisti.
Bis zum 18. Juli 1942 forderten die schweren Abwehrkämpfe – 89 Feindangriffe in Regimentsstärke, 189 Feindangriffe in Kompaniestärke und 339 Späh- und Stoßtruppunternehmen – am Wolchow an Verlusten:
- 961 Tote
- 3.119 Verwundete sowie 1.633 Frosterkrankungen
- und 180 Vermisste.

### Auffrischung
Die Division wurde schließlich zur Auffrischung in den Raum Tosno verlegt, hatte danach jedoch erneut harte Kämpfe im Raum südwestlich Leningrads zu bestehen, wo sie 1943 an den Stellungskämpfen bei Schlüsselburg, Mga und Krassny Bor südlich des Ladogasees teilnahm, bei der Dritten Ladoga-Schlacht kämpfte und ab September 1943 Verteidigungsgefechte im Raum Mga–Sinjawino–Newa-Knie, später im Raum Puschkin–Alexandrowka führte.
1944 führte der Rückzug die Division über Ishora – Wyriza – Diwenskaja – Ossmino – Luga in den Raum Pskow, wo sie harte Abwehrkämpfe bei Gridino zu bestehen hatte. 

### Panther-Stellung
Nach dem weiteren Absetzen in die Panther-Stellung bei Pskow erfolgte von Mai bis Juni die Auffrischung des Verbandes als Reserve der 18. Armee.
Im Juli 1944 erfolgte der erneute Kampfeinsatz südlich Dünaburg, danach Verlegung in den Raum Biržai. Nach verlustreichen Kämpfen beiderseits Bauska musste sich die Division auf Riga zurückziehen und stand im Oktober 1944 in schweren Abwehrkämpfen bei Frauenburg.

### Kurland
Nach weiteren Kämpfen im Kurland-Kessel wurde die Division ab dem 22. Februar 1945 per Schiff über die Ostsee nach Westpreußen transportiert. 

### Vernichtung
In Westpreußen wurde die Division in den Abwehrkämpfen in der Tucheler Heide und bei Gotenhafen-Oxhöft aufgerieben. 

### Verwendung der Reste der Division
Der Divisions-Stab wurde über Swinemünde nach Berlin transportiert, wo er am 4. April 1945 den Stab der Infanterie-Division Theodor Körner bildete.

### Unterstellung und Einsatzräume
|                |            |                        |              |               |
| Zeitraum       | Armeekorps | Armee                  | Heeresgruppe | Einsatzraum   |
| September 1939 | Reserve    | 7. Armee               | C            | Oberrhein     |
| Oktober 1939   | XXV.       | 7. Armee               | C            | Oberrhein     |
| Januar 1940    | XXIV.      | 1. Armee               | C            | Saarpfalz     |
| Mai 1940       | XXXVII.    | 1. Armee               | C            | Saarpfalz     |
| Juli 1940      | XXXXV.     | 1. Armee               | C            | Vogesen       |
| August 1940    | XXV.       | 12. Armee              | C            | Vogesen       |
| September 1940 | XVIII.     | 1. Armee               | C            | Ostfrankreich |
| November 1940  | LX.        | 1. Armee               | D            | Frankreich    |
| Dezember 1940  | XXXXV.     | 1. Armee               | D            | Frankreich    |
| Januar 1941    | XXXXV.     | 1. Armee               | D            | Frankreich    |
| Dezember 1941  | Reserve    | 16. Armee              | Nord         | Tichwin       |
| Januar 1942    | XXXIX.     | 16. Armee              | Nord         | Tichwin       |
| Februar 1942   | L.         | 18. Armee              | Nord         | Wolchow       |
| August 1942    | L.         | 18. Armee              | Nord         | Leningrad     |
| Oktober 1942   | L.         | 11. Armee              | Nord         | Leningrad     |
| November 1942  | L.         | 18. Armee              | Nord         | Leningrad     |
| Januar 1943    | L.         | 18. Armee              | Nord         | Leningrad     |
| September 1943 | XXVI.      | 18. Armee              | Nord         | Leningrad     |
| November 1943  | L.         | 18. Armee              | Nord         | Leningrad     |
| Januar 1944    | L.         | 18. Armee              | Nord         | Luga          |
| März 1944      | XXVIII.    | 18. Armee              | Nord         | Pskow         |
| Juni 1944      | Reserve    | 18. Armee              | Nord         | Pskow         |
| Juli 1944      | II.        | 16. Armee              | Nord         | Dünaburg      |
| August 1944    | I.         | 16. Armee              | Nord         | Livland       |
| Oktober 1944   | VI. SS     | 16. Armee              | Nord         | Bauska        |
| November 1944  | L.         | Armeeabteilung Kleffel | Nord         | Kurland       |
| Dezember 1944  | XXXVIII.   | 16. Armee              | Nord         | Kurland       |
| Januar 1945    | XXXVIII.   | 16. Armee              | Nord         | Kurland       |
| Februar 1945   | Reserve    | 16. Armee              | Kurland      | Kurland       |
| März 1945      | XVIII.     | 2. Armee               | Weichsel     | Westpreußen   |

## Kommandeure
|                        |                  |                                         |  |
| Dienstgrad             | Name             | von – bis                               |  |
| General der Infanterie | Baptist Knieß    | 1. September 1939 bis 13. November 1941 |  |
| Generalleutnant        | Bruno Frankewitz | 14. November 1941 bis 5. April 1945     |  |

### Stabschefs (Ia)
|                |                      |                  |  |
| Dienstgrad     | Name                 | Datum            |  |
| Oberstleutnant | Hielscher            | 1939             |  |
| Major          | Ernst Eggert         | Juni 1941        |  |
| Oberstleutnant | Max von Cranach      | August 1941      |  |
| Oberstleutnant | Walter Schelm        | 17. Oktober 1941 |  |
| Oberstleutnant | Alexander Praetorius | 30. Juni 1944    |  |

## Gliederung

### 1939
- Infanterieregiment 380 (I.–III. Bataillon, Ausbildungsleiter Heilbronn)
- Infanterieregiment 390 (I.–III. Bataillon, Ausbildungsleiter Pforzheim)
- Infanterieregiment 435 (I.–III. Bataillon, Ausbildungsleiter Ludwigsburg)
- Pionierbataillon 215, wurde ab 5. November 1939 Heerestruppe und durch das aus den Pionier-Kompanien der Infanterie-Regimenter gebildete Pionier-Bataillon 204 ersetzt
- Divisionseinheiten 215

### 13. Juni 1944
- Grenadier-Regiment 380 mit I.–II. Bataillon
- Grenadier-Regiment 390 mit I.–II. Bataillon
- Grenadier-Regiment 345 mit I.–II. Bataillon
- Divisions-Füsilier-Bataillon 215
- Panzerjäger-Abteilung 215
- Artillerie-Regiment 215 mit I.–IV. Abteilung

Am 15. Februar 1940 wurden die 4., 8. und 12. Kompanien der Infanterie-Regimenter in MG-Kompanien umgebildet. Die Aufklärungs-Abteilung 215 wurde aufgelöst, ihr Stab übernahm das II./380, das am 10. Februar 1940 zur Aufstellung von I. und II./Infanterie-Regiments 623 der 554. (Oberrhein)-Division abgegeben wurde.
Am 15. Februar 1940 wurde ebenfalls die 3. Kompanie der Pz.Jäger-Abteilung abgegeben.
Am 13. Januar 1941 wurde auch deren 2. Kompanie abgegeben.
Am 13. Dezember 1941 gab die Division die schwere Abteilung des Artillerie-Regiments 215 ab, die als IV./ArtRgt 219 zur 183. Infanterie-Division trat.
Am 28. Februar 1941 gingen die 13. (Infanterie-Geschütz)-Kompanien der drei Infanterie-Regimenter an 98. Infanterie-Division.
Im November 1941 erhielt die Division die 13. Kompanien der 208. Infanterie-Division und die IV./ArtRgt 225.
1942 wurden drei Infanterie-Bataillone – II./380, I./390 und II./345 – aufgelöst.
Am 10. Juli 1943 wurde die IV./ArtRgt 225 endgültig in IV./ArtRgt 215 umbenannt.
Am 14. September 1943 wurde das Füsilier-Bataillons 215 aufgestellt.
Die Bildung der Panzerjäger-Abteilung 215 folgte am 10. Mai 1944.
Am 7. Juli 1944 trat das II./Gren.Rgt. 959 der 363. Infanterie-Division zur Division.
Im November 1944 erfolgte nach schweren Verlusten eine erneute Auffüllung unter Zuhilfenahme einer „Schatten-Division“ mit neuen Feldpost-Nummern.

## Ritterkreuzträger
| Name                 | Stufe       | Datum              | Dienstgrad          | Dienststellung                      |
| -------------------- | ----------- | ------------------ | ------------------- | ----------------------------------- |
| Ringhof, Jakob       | Ritterkreuz | 23. Dezember 1943  | Hauptmann           | Div.Füs.Btl 215                     |
| Schäzle, Bernd       | Ritterkreuz | 3. Januar 1944     | Leutnant d.R.       | Zugführer i. d. 11./Gren.Rgt 380    |
| Zeller, Konrad       | Ritterkreuz | 5. Januar 1944     | Hauptmann d.R.      | Kdr I./Gren.Rgt 380                 |
| Zeller, Willy        | Ritterkreuz | 7. Februar 1944    | Leutnant d.R.       | Führer 9./Gren.Rgt 380              |
| Vetter, Max          | Ritterkreuz | 7. Februar 1944    | Unteroffizier       | Zugführer i. d. 1./Gren.Rgt 380     |
| Frankewitz, Bruno    | Ritterkreuz | 29. Februar 1944   | Generalleutnant     | Kdr 215. Inf.Div                    |
| Heidbrink, Wilhelm   | Ritterkreuz | 6. März 1944       | Major d.R.          | Führer Gren.Rgt 435                 |
| Pfeiffer, Karl       | Ritterkreuz | 15. März 1944      | Oberleutnant        | Führer I./Gren.Rgt 435              |
| Mehrle, Hans         | Ritterkreuz | 15. April 1944     | Oberleutnant        | Rgt-Adjutant Gren.Rgt 380           |
| Altstadt, Rudolf     | Ritterkreuz | 14. Mai 1944       | Hauptmann d.R.      | Kdr I./Gren.Rgt 380                 |
| Schmid, Walter       | Ritterkreuz | 15. Mai 1944       | Leutnant d.R.       | Adjutant II./Gren.Rgt 390           |
| Zeller, Konrad       | Eichenlaub  | 9. Juni 1944       | Hauptmann d.R.      | Kdr III./Gren.Rgt 380               |
| Geiger, Herbert      | Ritterkreuz | 8. August 1944     | Oberfeldwebel       | KpTruppführer 1./Gren.Rgt 380       |
| Horlbeck, Max        | Ritterkreuz | 12. August 1944    | Major               | Kdr II./Gren.Rgt 435                |
| Müller, Alois        | Ritterkreuz | 12. August 1944    | Unteroffizier       | Gruppenführer i. d. 4./Gren.Rgt 435 |
| Weglehner, Friedrich | Ritterkreuz | 12. August 1944    | Major d.R.          | Kdr II./Gren.Rgt 390                |
| Herb, Wilhelm        | Ritterkreuz | 12. August 1944    | Oberstleutnant d.R. | Kdr Gren.Rgt 380                    |
| Hockenjos, Fritz     | Ritterkreuz | 2. September 1944  | Hauptmann d.R.      | stellv. Führer II./Gren.Rgt 380     |
| Wenz, Alfred         | Ritterkreuz | 21. September 1944 | Oberleutnant d.R.   | Chef 7./Gren.Rgt 435                |
| Henkenschuh, Hans    | Ritterkreuz | 10. September 1944 | Feldwebel           | Zugführer i. d. 7./Gren.Rgt 390     |
| Pfizenmayer, Paul    | Ritterkreuz | 3. November 1944   | Hauptmann d.R.      | Chef 3./Art.Rgt 215                 |
| Mozer, Werner        | Ritterkreuz | 11. Dezember 1944  | Leutnant d.R.       | Zugführer i. d. 5./FEB 215          |
| Harms, Wilhelm       | Ritterkreuz | 1. Februar 1945    | Oberstleutnant d.R. | Kdr Gren.Rgt 390                    |
| Frankewitz, Bruno    | Eichenlaub  | 16. März 1945      | Generalleutnant     | Kdr 215. Inf.-Div.                  |

## Bekannte Divisionsangehörige
- Gustav-Adolf Kuntzen (1907–1998), war von 1964 bis 1967, als Generalmajor des Heeres der Bundeswehr, stellvertretender Generalinspekteur der Bundeswehr